# Alan Robock
Alan Robock (né en 1949) est un climatologue américain. Il est actuellement (2018) professeur émérite au Département des sciences de l'environnement à l'Université Rutgers dans le New Jersey. Il prône le désarmement nucléaire et a rencontré Fidel Castro lors d'un voyage conférence à Cuba qui traitait des dangers des armes nucléaires. En 2007, Alan Robock fut un auteur du GIEC, alors membre de l'organisation lorsqu'elle a reçu le prix Nobel de la paix, « pour leurs efforts de collecte et de diffusion des connaissances sur les changements climatiques et de jeter les fondements des mesures nécessaires à la lutte contre de tels changements »,.

## Études et travail
Alan Robock a un B.A. de l'Université du Wisconsin (1970), un S.M. (1974) et un doctorat de l'Institut de Technologie du Massachusetts (1977) en météorologie avec Edward Lorenz pour directeur de thèse.
En 2011, avec d'autres scientifiques comme Hans Joachim Schellnhuber, il fait partie du panel de l'Académie pontificale des sciences afin de conseiller le Vatican sur l'ingénierie climatique.
Il est aussi l'auteur principal du groupe de travail qui a publié en 2013 le cinquième rapport d'évaluation du Groupe d'experts intergouvernemental sur l'évolution du climat (Chapitre 8).

## Recherches
Alan Robock a fait des recherches sur l'hiver nucléaire,,,, et a ainsi confirmé les résultats d'une première étude réalisée dans les années 1980, démontrant qu'une guerre nucléaire même limitée, bouleverserait gravement le climat. Il publie une première fois en 2016 dans le Bulletin of the Atomic Scientists puis l'année suivante dans le HuffPost, une lettre ouverte adressée à Donald Trump au sujet des armes nucléaires et de l'hiver nucléaire.
Il a également effectué des recherches sur la théorie de la catastrophe de Toba, le petit âge glaciaire, l'effet des éruptions volcaniques sur le climat, l'humidité du sol, les enjeux du réchauffement climatique, la modélisation de l'atmosphère terrestre-hydrologie et la géo-ingénierie.

## Distinctions
- Membre de l'American Meteorological Society, 1998[16].
- Médaille du Service de l'Antarctique des États-unis d'Amérique, 2006[1].
- Participant au groupe d'experts Intergouvernemental sur les changements climatiques qui a obtenu un prix Nobel de la paix, 2007[3].
- American Meteorological Society Éminent conférencier Sigma Xi, 2008-2009[17].
- Membre de l'Association américaine pour l'avancement des sciences, 2008[18].
- Membre de l'Union américaine de géophysique, 2011, « Pour des contributions importantes à la compréhension du système climatique mondial, y compris les impacts climatiques de l'humidité du sol, de la neige et de la glace, et des aérosols stratosphériques. »[19].
- Jule G. Charney Award de l'American Meteorological Society, 2015, « Pour des contributions fondamentales à la compréhension des effets climatiques des aérosols stratosphériques provenant des volcans et d'autres sources potentielles et du rôle de l'humidité du sol dans le climat. »[20].